# 料治直矢
料治 直矢（りょうじ なおや、1935年9月9日 - 1997年7月31日）は、日本のジャーナリスト、ニュースキャスター、フリーアナウンサー。

## 概要
東京都新宿区出身。
父は古美術研究家の料治熊太。妻はフジテレビ系『ママとあそぼう!ピンポンパン』初代お姉さんで、のちにTBSでお天気キャスターを務めた渡辺直子。元文部大臣の小杉隆は高校の同級生で、同期ではないものの大学やTBSでも同窓で小杉の議員転向後も親交があった。
TBSアナウンサー6期生。『JNN報道特集』キャスターとして番組の顔となり、強面の容貌で「怖い顔のキャスター」として親しまれた。

## 来歴・人物
東京都立戸山高等学校・東京大学でラグビー部に所属。東京大学文学部卒業後、1959年4月にTBS（当時ラジオ東京）にアナウンサー6期生として入社。ニュース、報道番組、ラジオDJなどを担当。最初はラジオのプロ野球中継などスポーツ実況もやったが、読売ジャイアンツ戦の際に、長嶋茂雄がベンチにいるにもかかわらず「バッターは長嶋」と言ってしまい、それ以来、スポーツ実況はあわないと感じ、実況からは手を引いた。
1963年11月1日付の社内改革により、アナウンス部が報道・芸能・スポーツ・ラジオに分割されたと同時に、報道局ニュース部アナウンサーとなる。1965年12月にはニュース取材部に異動。1966年に記者転身。1967年10月にはテレビニュース部へ異動し事件記者として、司法クラブ記者、警視庁記者クラブキャップを経て1975年10月にスタートした『テレポートTBS6』のニュース担当キャスターに就任。1980年スタートの『JNN報道特集』キャスター・リポーターとして各スクープを報道。『ネットワーク JNN』キャスターを1年担当した以外はほとんど『JNN報道特集』キャスターとして番組の顔として活躍、この間、1981年7月には編集部、1991年5月には特別報道センター兼解説センターに在籍した。暴力団の取材では事務所に入った途端に顔面を殴打される一幕があり、テレビで放映された。
1995年9月に定年退職。その後も報道局と専属契約を結び1997年2月まで『JNN報道特集』のキャスターを務めた。同年7月31日、敗血症のため61歳で没した。

## 出演番組
報道・情報番組
※いずれもTBSテレビにて放送。
| 期間                 | 期間               | 番組名          | 役職                                             |
| -------------------- | ------------------ | --------------- | ------------------------------------------------ |
| 1975年10月           | 1980年9月          | テレポートTBS6  | ニュース担当キャスター                           |
| 1980年10月1987年10月 | 1986年9月1997年2月 | JNN報道特集     | キャスター ※番組開始当初は、リポーターとして出演 |
| 1986年10月           | 1987年9月          | ネットワークJNN | メインキャスター                                 |

ラジオ・特別番組
- プロ野球中継（TBSラジオ - 現：TBSラジオ エキサイトベースボール）など、スポーツ中継実況
- 飛び出すスタジオ（1963年、TBSラジオ）
- ダイヤモンドハイウェイ（1963年、TBSラジオ）
- 衝撃の映像クラッシュ（1994年 - 1995年、TBSテレビ）

## ビブリオグラフィ

### 著書
- タックル八方破れ（1983年、ベストブック〈Big birdのbest books〉）

### 共著
- 野村二郎、料治直矢『新聞・放送記者になるには』ぺりかん社〈なるにはBooks〉、1977年3月。全国書誌番号:77009819。

### 雑誌記事
- 料治直矢「記者席」『トランスポート』第21巻第10号、運輸振興協会、1971年10月、57頁、ISSN 1342-520X、全国書誌番号:00017565。
- 料治直矢、渡辺直子「｢あと半年の命｣と医師から宣言されても私はあなたとその半年間を生きたい」『婦人生活』第34巻第5号、婦人生活社、1980年5月、162-165頁、全国書誌番号:00020884。
- 森岡啓人、戸高洋子、千葉寛城、料治直矢（著）、日本民間放送連盟（編）「現場レポーターはどう考える?」『月刊民放』第11巻第12号、コーケン出版、1981年12月、12-17頁、ISSN 0387-3811、全国書誌番号:00032232、NCID AN0011217X。
- 料治直矢、小田久栄門、辻和子、佐藤修、東修、渡辺唯男、野口義樹、弘岡寧彦（著）、日本民間放送連盟（編）「"視点"が肝要だ 現場第一線の先輩たちの体験談」『月刊民放』第13巻第3号、コーケン出版、1983年3月、18-26頁、ISSN 0387-3811、全国書誌番号:00032232、NCID AN0011217X。
- 天知茂、中島常幸、川谷拓三、料治直矢「わが家族」『主婦と生活』第39巻第2号、主婦と生活社、1984年2月、11-14頁、全国書誌番号:00011107、NCID AN10263138。

### インタビュー
- 料治直矢「特集 検証!TBS問題 ; 関係者直撃インタビュー TBS問題,私はこう考える 「報道のTBS」の未熟さ,甘さ」『創』第26巻第6号、創出版、1984年2月、52-55頁。